# Rijpfjorden
Rijpfjorden er en fjord på nordsiden af Nordaustlandet på Svalbard. Den strækker sig 30 kilometer nordover til Nordenskiöldbukten og er op til 12 kilometer bred. Dybden er betydelig, middeldybde er 100 meter og største dybde er omkring 216 meter. Saliniteten er typisk 34-35 PSU.
Fjorden har indløb mellem Kapp Lovén i vest og Kapp Wrede på Platenhalvøen i øst.
Fjorden er opkaldt efter den hollandske opdagelsesrejsende Jan Corneliszoon Rijp.
Eftersom fjorden kun er åben i nord påvirkes den ikke meget af det varme vand fra Atlanterhavet, som kommer op langs vestsiden af Spitsbergen. Fjorden er dækket af is fra november-februar til juli-august, og selv efter dette har den til tider også drivis.
Fjordens marine liv blev i 2007 udforsket af et hold finansieret af Universitetssenteret på Svalbard, Norsk Polarinstitutt, og det tyske Alfred Wegener Institut.

## Hav flora og fauna
Rijpfjorden har betydelig tilførsel af ferskvand og sedimenter, som tilføres fjorden langs bunden og i tynde lag (strata) i vandsøjlen. Lagdelingen af næringsstofferne reducerer produktionen af plankton i fjorden, men der er en del større havdyr i Rijpfjorden, med indslag af hvidhval, vågehval, ringsæl, remmesæl og hvalros. Sjældne gæster er grønlandshval og grønlandshaj.  De invaderende arter som man finder i Isfjorden, er ikke tilstede her.